# Кривушин, Герасим
Герасим Кривушин (начало XVII века — середина XVII века) — казак, предводитель вооруженного городского восстания 1648 года в Воронеже против местных властей.
Биографические данные о Герасиме Кривушине — отсутствуют. Известно, что в 1648 г. вслед за Москвой в ряде городов-крепостей Белгородской черты вспыхнули бунты. Весной 1646 г. в Воронежском уезде русским правительством проводилась подготовка удара по Крымскому ханству, важной составной частью которого являлся поход из Воронежа в Приазовье «вольных охочих людей» под командованием воеводы Ж. Кондырева. Предполагалось набирать для похода только свободных, неслужилых людей. Правительство неоднократно, особенно после многочисленных жалоб дворян, указывало, что «из служеб, и с тягла, и кабальных холопей, и с пашен крестьян отпускать на Дон не велено». Но фактически среди 3000 «вольных охочих людей» в Воронеже оказалось много беглых крестьян. Донские казаки с оружием в руках защищали крестьян и холопов, не давали воеводе и некоторым дворянам забирать своих крепостных.
Рядовой казак Г. Кривушин в это время был выбран для поездки в Москву от лица города с жалобой на воронежского воеводу Василия Грязно́го, сидел там в тюрьме и, видимо, участвовал в московском соляном бунте. Вернувшись в Воронеж, Г. Кривушин, развернул в городе агитацию, рассказывая, о том что в Москве «побили» бояр, призывал к расправе над воронежским воеводой и другими представителями местной власти. К нему присоединились многие жители города, недовольные самоуправством воеводы, произволом городских богачей.
До воеводы Василия Грязного дошли сведения о готовящемся восстании, ему сообщили, что заговорщики собираются убить его самого, стрелецкого голову, губного старосту, подьячего приказной избы, попа Сергия — наиболее богатого из местных священников и посадских «лучших людей».
Воевода В. Грязной не сумел предотвратить выступления мелких служилых людей (стрельцов, казаков, пушкарей) и городской бедноты. 25 июня воевода сидел в осаде — в съезжей избе, а в ночь на 26 июня 1648 г. бежал из Воронежа в Коротояк. Герасиму Кривушину и его сторонникам удалось взять власть в городе и удерживать её в течение 4-х дней.
Отсутствие среди повстанцев единства и ясных целей помешало им действовать быстро и решительно. Примкнувшие сначала к Г. Кривушину некоторые дети боярские отошли от движения. Против приборных служилых людей и городской бедноты выступили служилые по отечеству. Бежавший в Коротояк, воевода вернулся оттуда с военной помощью и подавил восстание. Сын боярский Б. Сукочев и казачий голова С. Поздняков сумели арестовать руководителей восстания, в том числе и Г. Кривушина. Восстание было жестоко подавлено, а Кривушин казнён.